# 540 a.C.

## Eventos
- 60a olimpíada: Apeleu de Élida, vencedor do estádio.[1]

## Nascimentos
- Leônidas I, rei Ágida de Esparta. (m. 480 a.C.)
- Cleômbroto (regente), irmão gêmeo e regente de Leônidas I, sucedendo-o após a Batalha das Termópilas. (m. 479 a.C.).